# Enochrus sayi
Enochrus sayi är en skalbaggsart som beskrevs av Gundersen 1977. Enochrus sayi ingår i släktet Enochrus och familjen palpbaggar. Inga underarter finns listade i Catalogue of Life.